# Liste der Kulturdenkmale in Steinsel
In der Liste der Kulturdenkmale in Steinsel sind alle Kulturdenkmale der luxemburgischen Gemeinde Steinsel aufgeführt (Stand: 15. Juli 2025).

## Kulturdenkmale nach Ortsteil

### Heisdorf
| Bild           | Bezeichnung                           | Lage                              | Beschreibung | Stufe | Eingetragen seit  |
| -------------- | ------------------------------------- | --------------------------------- | --- | ----- | ----------------- |
| Weitere Bilder | Wasserversorgungssystem „Raschpëtzer“ | (Karte)                           | Das unterirdische Aquäduktsystem diente der Wasserversorgung einer römischen Villa, wurde in Qanattechnik um 130 n. Chr. errichtet und war bis ca. 350 n. Chr. in Nutzung. Das Versorgungssystem hat eine Gesamtlänge von 720 m und verfügt über 13 Schächte, von denen der tiefste 36 Meter tief ist. Siehe auch die Liste der Kulturdenkmale in Walferdingen. | PCN   | 22. November 2019 |
| Gebäude        | Gebäude                               | 16, rue de la Forêt Verte (Karte) | | PCN   | 13. März 2023     |

Legende: PCN – Immeubles et objets bénéficiant des effets de classement comme patrimoine culturel national; IS – Immeubles et objets inscrits à l’inventaire supplémentaire

## Quelle
- Liste des immeubles et objets beneficiant d’une protection nationales, Nationales Institut für das gebaute Erbe, Fassung vom 12. September 2022, S. 122 (PDF)

- Karte mit allen Koordinaten:
- OSM |
- WikiMap

Bad Mondorf |
Bartringen |
Bauschleiden |
Bech |
Beckerich |
Befort |
Berdorf |
Bettemburg |
Bettendorf |
Betzdorf |
Bissen |
Biwer |
Burscheid |
Bous-Waldbredimus |
Clerf |
Colmar-Berg |
Consdorf |
Contern |
Dalheim |
Diekirch |
Differdingen |
Dippach |
Düdelingen |
Echternach |
Ell |
Ernztalgemeinde |
Erpeldingen an der Sauer |
Esch an der Alzette |
Esch an der Sauer |
Ettelbrück |
Fels |
Feulen |
Fischbach |
Flaxweiler |
Frisingen |
Garnich |
Goesdorf |
Grevenmacher |
Grosbous-Wahl |
Habscht |
Heffingen |
Helperknapp |
Hesperingen |
Junglinster |
Käerjeng |
Kayl |
Kehlen |
Kiischpelt |
Koerich |
Kopstal |
Lenningen |
Leudelingen |
Lintgen |
Lorentzweiler |
Luxemburg |
Mamer |
Manternach |
Mersch |
Mertert |
Mertzig |
Monnerich |
Niederanven |
Nommern |
Parc Hosingen |
Petingen |
Préizerdaul |
Pütscheid |
Rambruch |
Reckingen/Mess |
Redingen/Attert |
Reisdorf |
Remich |
Roeser |
Rosport-Mompach |
Rümelingen |
Saeul |
Sandweiler |
Sassenheim |
Schengen |
Schieren |
Schifflingen |
Schüttringen |
Stadtbredimus |
Stauseegemeinde |
Steinfort |
Steinsel |
Strassen |
Tandel |
Ulflingen |
Useldingen |
Vianden |
Vichten |
Waldbillig |
Walferdingen |
Weiler zum Turm |
Weiswampach |
Wiltz |
Winseler |
Wintger |
Wormeldingen